# 542 (số)
542 (năm trăm bốn mươi hai) là một số tự nhiên ngay sau 541 và ngay trước 543.